# Avvocato generale
L'avvocato generale è un funzionario pubblico, giurista, che in certi ordinamenti cura la rappresentanza e difesa in giudizio dello Stato e fornisce consulenza giuridica al potere esecutivo oppure, in alcuni ordinamenti di civil law (come i Paesi Bassi), è componente di un ufficio giudiziario (corte, tribunale), diverso dal giudice, con il compito di formulare a quest'ultimo parere legale, obbligatorio ma non vincolante, per la soluzione delle questioni di diritto sollevate nel processo al quale assiste. Un organo di questo tipo è presente anche in certe corti internazionali e, in particolare, nella Corte di giustizia dell'Unione europea, dove vi sono undici avvocati generali che si alternano nei singoli processi.

## Nel mondo
In alcuni ordinamenti l'avvocato generale ha anche funzioni di pubblico ministero. In Francia, dopo la Rivoluzione francese, è diventato un alto magistrato del pubblico ministero, di livello immediatamente inferiore al procuratore generale, e così anche in altri ordinamenti, tra i quali quello italiano, che hanno imitato il modello francese di organizzazione giudiziaria.

### Brasile
In Brasile l'avvocato generale dell'Unione (Advogado-Geral da União) è un membro del gabinetto con rango di ministro, scelto tra gli avvocati, avente il compito di curare la rappresentanza e la difesa in giudizio della federazione, nonché di fornire consulenza legale al potere esecutivo. La carica è stata creata nel 1993 separandola da quella del procuratore generale della Repubblica (Procurador-Geral da República) dal quale dipende il pubblico ministero.

### Italia
In Italia l'avvocato generale ora citato, è un magistrato che svolge funzioni di pubblico ministero nella Procura generale. È il vicario del Procuratore Generale.
Va tenuto distinto dall'avvocato generale dello Stato, posto a capo dell'Avvocatura dello Stato.